# مایکل بیلینگتون
مایکل بیلینگتون (انگلیسی: Michael Billington؛ ‏ ۲۴ دسامبر ۱۹۴۱ – ۳ ژوئن ۲۰۰۵) بازیگر تئاتر و بازیگر سینما اهل بریتانیا بود.
از فیلم‌ها یا برنامه‌های تلویزیونی که وی در آن نقش داشته‌است، می‌توان به جاسوسی که دوستم داشت، جنگ و صلح و آلفرد بزرگ اشاره کرد.